# Re-creo en vos
Re-creo en vos fue un programa de entretenimientos emitido por Canal 13 en 2010, en el cual los grupos de participantes competían en diversos juegos por un premio. El mismo era conducido por Emilia Attias.

## Sinopsis
Este programa tiene su propio hotel - bar que se encuentra en Gorriti 5910 en la ciudad autónoma de Buenos Aires. Debutó el día martes 6 de abril de 2010, marcando 6.3 y quedando segundo en su franja horaria. Se emitió de lunes a viernes de 18:30 a 20.00. A partir del 19 de abril se pasó a emitir de lunes a viernes de 17.30 a 19.
El programa era conducido por Emilia, y además contaba con un panel de 12 chicos, que colaboraban con las realizaciones de los juegos. Los mismos consistían en superar diversas pruebas, de conocimiento y físicas, las cuales eran realizadas por adolescentes que concursaban por un viaje en grupo, con destino a elegir, dentro de los límites de la Argentina.
El programa fue cancelado en mayo del mismo año, debido a que el rating no era el esperado, además de competir directamente con la temporada final de la serie éxito en Argentina Casi ángeles, del cual, Emilia Attias formó parte durante 3 años seguidos.

## Personajes
Conductora/Animadora
- Emilia Attias

Chicas
- María Laura Fasanelli - "Malala"
- Nicole Luis - "Nicky"
- Victoria Molteni -  "Vicky"
- Melina Lezcano - "Meli"
- Victoria Mena - "Lupe"
- Triana Maida - "Titi"

Chicos
- Benjamin Fernández - "Benja"
- Facundo Estévez - "Facu"
- Nicolás González - "Nico"
- Bruno Azzinnari Aiello - "Bruno"
- Juan Ignacio Suárez - "Juani"
- Matias Ezequiel Rodríguez Asensio - "Mati"